# Upstream (film)
Pour plus de détails, voir Fiche technique et Distribution.
Upstream  est un film muet américain réalisé par John Ford, sorti en 1927. Le film qu'on croyait perdu a été retrouvé dans les archives posthumes d'un projectionniste, Jack Murtagh.

## Synopsis
Un jeune homme, Eric Brasingham, rêve d'être un acteur mondialement reconnu. Passionné de William Shakespeare, il décide d'aller jouer Hamlet à Londres. Rejeton d'une célèbre famille d'acteurs, Eric est malheureusement pas doué pour la comédie et il est également imbu de sa personne mais il parvient à se glisser dans les coulisses du monde du spectacle et espère qu'on lui donnera bientôt sa chance. C'est alors qu'il fait la connaissance d'une ravissante femme spécialiste du lancer de couteaux, Gertie Ryan, qui tombe amoureuse de lui. Mais Eric, obsédé par sa probable réussite, ne voit pas l'amour qu'elle lui porte. Elle est également convoitée par Juan, son collègue également lanceur de couteaux. Lorsqu'il part pour Londres, Gertie n'a plus de nouvelles d'Eric, qui accède enfin au succès grâce à la pièce de Shakespeare. Lorsqu'Eric rentre à New York, il découvre que Juan et Gertie, toujours amoureuse de lui secrètement, vont se marier. Il est surpris avec la mariée par Juan qui le frappe et le vire de la cérémonie. Eric, dont le narcissisme a gâché l'histoire d'amour avec Gertie, finit seul.

## Fiche technique
- Titre original : Upstream
- Réalisation : John Ford
  - Assistant : Edward O’Fearna[2]
- Scénario : Randall Faye, d'après la nouvelle The Snake's Wife de Wallace Smith
- Costumes : Sam Benson
- Photographie : Charles G. Clarke
- Production : William Fox
- Société de production : Fox Film Corporation
- Société de distribution : Fox Film Corporation
- Pays de production :  États-Unis
- Langue originale : anglais
- Format : Noir et blanc — 35 mm — 1,33:1 — Muet
- Genre : Comédie dramatique
- Durée : 60 minutes (6 bobines)
- Dates de sortie :
  - États-Unis : 30 janvier 1927

## Distribution
- Nancy Nash : Gertrude « Gertie » Ryan
- Earle Foxe : Eric Brashingham
- Grant Withers : Jack La Velle, le lanceur de couteaux
- Lydia Yeamans Titus : Hattie Breckenbridge, propriétaire de la pension de famille
- Raymond Hitchcock : Star Boarder
- Emile Chautard : Campbell Mandare
- Ted McNamara et Sammy Cohen : le duo « Callahan et Callahan »
- Judy King et Lillian Worth : les sœurs danseuses
- Jane Winton : Soubrette
- Harry A. Bailey : Gus Hoffman
- Francis Ford[2]  : le jongleur
- Ely Reynolds : « Deerfoot »

## Autour du film
- Upstream est le seul film réalisé par John Ford en 1927.
- Selon l'AFI, ce film reflète l'intérêt de Ford pour les éclairages et d'autres techniques observées en assistant au tournage de "L'Aurore" (Sunrise: A Song of Two Humans) de F.W. Murnau, qui avait lieu dans les studios de la Fox en même temps que celui d'Upstream.